# Sergio Vento
Sergio Vento (Roma, 30 maggio 1938) è un diplomatico italiano.

## Biografia
Ambasciatore, ha studiato a Roma laureandosi in scienze politiche nel 1960. Nel 1963 entra in carriera diplomatica, lavorando inizialmente con i sottosegretari Arialdo Banfi e Mario Zagari. Ha ricoperto incarichi di rilievo nelle ambasciate italiane a L'Aia (1967-1970), Buenos Aires (1970-1972) e Ankara (1972-1975). Dal 1979 al 1984 è vicerappresentante permanente italiano presso l'Organizzazione per la Cooperazione e lo Sviluppo Economico (OCSE) a Parigi. Dal 1987 al 1989 è consigliere diplomatico del Ministro del tesoro Giuliano Amato e del vicepresidente del Consiglio Gianni De Michelis.
Dal 1989 al 1992 è ambasciatore d'Italia a Belgrado. Ambasciatore di grado dal 1991. Dal 1992 al 1995 è consigliere diplomatico dei presidenti del consiglio Giuliano Amato, Carlo Azeglio Ciampi, Silvio Berlusconi e Lamberto Dini. È stato inoltre sherpa ai G7 di Halifax (1995) e Lione (1996). Dal 1995 al 1999 è ambasciatore a Parigi. Dal 1999 al 2003 è rappresentante permanente italiano presso le Nazioni Unite e dal 2003 al 2005 ambasciatore d'Italia a Washington. Nel 2005 lascia la carriera diplomatica per raggiunti limiti di età.
Dopo il ritiro dall'attività diplomatica ha fondato una propria società di consulenza. Dal 2005 al 2007 è stato senior business advisor dello studio legale McDermott Will & Emery. Dal 2006 è docente di relazioni internazionali presso l'Università LUISS di Roma e presidente di Nord Est Merchant Due (società di risparmio gestito della Banca Popolare di Vicenza). Dal 2008 al 2010 è stato presidente di Autostrade del Molise S.p.A. È infine vicepresidente del Ente Nazionale per il Microcredito.